# Campeonato de Primera Fuerza de la FMF 1927-28
La Temporada 1927-28 fue la edición VI del campeonato de liga de la Primera Fuerza del fútbol mexicano, luego de la fundación de la Federación Mexicana de Fútbol en 1922; Comenzó el 9 de octubre de 1927 y finalizó poco más de un año después el 11 de noviembre de 1928, esto debido a que la liga tuvo un receso durante el largo viaje de la Selección nacional que participó en el Torneo Olímpico de fútbol de Ámsterdam 1928. El Club América repitió la hazaña lograda en la extinta Liga Mexicana por el Reforma y el España, es decir, obtener un tetracampeonato de liga. Aseguro matemáticamente el campeonato con un triunfo 7-3 ante Germania FV el 30 de septiembre, tres fechas antes del final del certamen. 
En esta campaña se produjo el debut en el máximo circuito del Atlante, que militando en un torneo amateur llamado Liga Spaulding, fue invitado a participar, si lograba derrotar en una serie especial a algunos clubes de la Primera Fuerza; su histórico triunfo ante el tricampeón vigente, el América, le permitió acceder al magno torneo.

## Sistema de competencia
Los ocho participantes disputan el campeonato bajo un sistema de liga, es decir, todos contra todos a visita recíproca; con un criterio de puntuación que otorga dos unidades por victoria, una por empate y cero por derrota. El campeón sería el club que al finalizar el torneo haya obtenido la mayor cantidad de puntos, y por ende se ubique en el primer lugar de la clasificación. 
En caso de concluir el certamen con dos equipos empatados en el primer lugar, procedería una serie a ganar dos de tres partidos entre ambos conjuntos; de terminar en empates dicho duelos, se alargarían a la disputa de dos tiempos extras de 30 minutos cada uno, y posteriormente a un nuevo encuentro hasta que se produjera un ganador.
En caso de que el empate en el primer lugar fuese entre más de dos equipos, se realizaría una ronda de partidos entre los involucrados, con los mismos criterios de puntuación, declarando campeón a quien liderada esta fase al final.
Para el resto de las posiciones que no estaban involucradas con la disputa del título, su ubicación, en caso de empate, se definía por medio del criterio de gol average o promedio de goles, y se calculaba dividiendo el número de goles anotados entre los recibidos.

## Tabla General
|    | Equipos  | PJ | G  | E | P | GF | GC | Dif. | Pts. |
| -- | -------- | -- | -- | - | - | -- | -- | ---- | ---- |
| 1. | América  | 14 | 11 | 2 | 1 | 40 | 18 | 22   | 24   |
| 2. | Asturias | 14 | 5  | 8 | 1 | 39 | 28 | 11   | 18   |
| 3. | España   | 14 | 7  | 2 | 5 | 30 | 12 | 18   | 16   |
| 4. | México   | 14 | 6  | 4 | 4 | 21 | 22 | -1   | 16   |
| 5. | Aurrerá  | 14 | 5  | 1 | 8 | 18 | 34 | -16  | 11   |
| 6. | Atlante  | 14 | 3  | 3 | 8 | 17 | 26 | -9   | 9    |
| 7. | Necaxa   | 14 | 2  | 5 | 7 | 19 | 30 | -11  | 9    |
| 8. | Germania | 14 | 3  | 3 | 8 | 25 | 39 | -14  | 9    |